# 水俣市立深川小学校
水俣市立深川小学校（みなまたしりつ ふかがわしょうがっこう）は、かつて熊本県水俣市中鶴にあった小学校。

## 沿革
- 1880年（明治13年）- 公立深川小学校創立。
- 1887年（明治20年）- 葛渡尋常小学校支校となる。
- 1901年（明治34年）- 深川尋常小学校と改称。
- 1941年（昭和16年）- 深川国民学校に改称
- 1947年（昭和22年）- 葦北郡水俣町立深川小学校に改称
- 1949年（昭和24年）- 水俣市立深川小学校に改称
- 2009年（平成21年）- 水俣市立水俣第一小学校、水俣市立葛渡小学校へ分割統合。